# Немчинов, Иван Николаевич
Ива́н Никола́евич Немчи́нов (1915—1979) — участник Великой Отечественной войны, Герой Советского Союза. На момент присвоения звания Героя — командир дивизиона 899-го артиллерийского полка (337-я стрелковая дивизия, 40-я армия, Воронежский фронт), капитан.

## Биография
Родился 24 июня 1915 года в городе Сатке ныне Челябинской области. Русский.
В 1927 году окончил Саткинскую начальную школу. После окончания семилетней школы учился в школе ФЗУ при Саткинском металлургическом заводе, которую окончил в 1932 году. С 1932 года работал секретарём комсомольской организации Саткинского леспромхоза, затем с июня 1935 по октябрь 1937 года слесарем-инструментальщиком на заводе «Магнезит».
В РККА призван в 1937 году. Окончил полковую школу младших командиров. В рядах армии прошёл путь от рядового до командира артиллерийского полка.
Начало Великой Отечественной войны встретил в действующей армии 28 июня 1941 года командиром полковой батареи 340-го стрелкового полка 46-й стрелковой дивизии (16-й армии, Западный фронт). 
В боях под Смоленском (1941) получил ранения в обе ноги и обе руки.
После выздоровления старший лейтенант Немчинов оборонял Северный Кавказ, сражался на Курской дуге, форсировал Днепр, участвовал в ликвидации корсунь-шевченковской группировки врага, в Ясско-Кишинёвской операции. 899-й артиллерийский Дебрецинский артиллерийский полк 337-й Лубнянской стрелковой дивизии под командованием майора Немчинова освобождал Будапешт. Кандидат в члены ВКП(б)/КПСС с января 1943 года, член ВКП(б)/КПСС с декабря 1945 года.
После войны продолжал службу в армии. В 1946 году окончил Высшую офицерскую артиллерийскую школу. 2 августа 1957 года гвардии полковник Иван Николаевич Немчинов уволен из рядов Советской Армии в запас Вооружённых Сил по болезни. До получения полной пенсии за 20 лет службы недослужил несколько месяцев. Работал кочегаром, оператором котельной в квартирно-эксплуатационной части гарнизона города Львова. С 1976 года — персональный пенсионер союзного значения. Неоднократно награждался грамотами и дипломами Всесоюзного общества филателистов и ДОСААФ.

## В Рабоче-Крестьянской Красной Армии и Советской Армии
- 10.1937—11.1938 — красноармеец в/ч 8384 Киевского особого военного округа (КОВО), г. Коростень.
- 11.1937—10.1938 — курсант полковой школы, 46-й отдельный истребительно-противотанковый артиллерийский дивизион 46-й стрелковой дивизии (СД) КОВО (г. Коростень).
- 10.1938—28.10.1938 — командир отделения в/ч 8894 КОВО.
- 10.1938—04.1939 — курсант, курсы младших лейтенантов при 46-й СД КОВО (г. Коростень).
- 04.1939—11.1939 — помощник командира учебного взвода, курсы младших лейтенантов при 46-й СД КОВО (г. Коростень).
- 11.1939—04.1940 — командир взвода управления полковой батареи, 340-й стрелковый полк (СП) 46-й СД Забайкальского военного округа (ЗабВО), г. Иркутск (приказ КОВО № 0579 от 11.1939).
- 04.1940—07.1941 — командир полковой батареи 340-го СП 46-й СД ЗабВО, г. Иркутск (приказ ЗабВО № 0389 от 26.06.1940), затем Западный фронт.
- 28.07.1941 — тяжело ранен, направлен в госпиталь г. Железноводск, санаторий им. Сталина.
- 09.1941—12.02.1942 — командир батареи, 906-й артиллерийский полк (АП), 349-я стрелковая дивизия, Северо-Кавказский фронт.
- 12.02.1942—10.1942 — командир дивизиона, 906-й АП, 349-я СД СКФ
- 10.1942—05.1943 — командир отдельного истребительно-противотанкового артиллерийского дивизиона 16-й отдельной стрелковой бригады, Черноморская группа войск.
- 05.1943—02.1944 — командир 2-го дивизиона 899-го артиллерийского полка, 337-я стрелковая дивизия, 21-й стрелковый корпус 47-й армии Степного и 1-го Украинского фронта (приказ 47-й армии № 0173 от 24.05.1943).
- 02.1944—10.1944 — заместитель командира полка по строевой части, 899-й АП 337-й СД 27-й армии 1-го и 3-го Украинских фронтов (приказ 27 армии № 0053 от 09.02.1944).
- 10.1944—11.1945 — командир полка, 899-й АП 337-й СД 27-й армии 3-го и 4-го Украинских фронтов (приказ 27 армии № 0551 от 21.10.1944).
- 11.1945—11.1945 — командир полка, 899-й пушечный артиллерийский полк 497-й артиллерийской бригады 337-й СД 27-й армии Прикарпатского военного округа (ПрикВО), г. Винница (приказ 27-й армии № 0362 от 18.11.1945).
- 05.1946—10.1946 — слушатель Высшей офицерской артиллерийской ордена Ленина Краснознамённой школы, г. Ленинград (г. Луга). По окончании курсов зачислен в распоряжение командующего артиллерией ПрикВО (Приказ командующего артиллерией Вооружённых Сил № 0301 от 18.09.1946).
- 11.1946—03.1948 — начальник артиллерии полка, 289-й гвардейский стрелковый полк 97-й гвардейской стрелковой дивизии 34-го гвардейского стрелкового корпуса (ГСК) 13-й армии ПрикВО (приказ ПрикВО № 01843 от 29.12.1946).
- 03.1948—14.03.1950 — начальник артиллерии батальона, 311-й отдельный гвардейский стрелковый батальон 28-й отдельной гвардейской стрелковой бригады 34-го ГСК 13А ПрикВО.
- 14.03.1950—06.1954 заместитель командующего артиллерии по полковой артиллерии в/ч 03049-97 (приказ КАВС № 0765 14.04.1950).
- 06.1954—07.1957 — командир артиллерийского полка Группы советских войск в Германии (ГСВГ) в г. Штендаль, ГДР.
- Приказом министра обороны СССР № 1044 от 19.02.1955 года присвоено воинское звание полковник.

## На фронтах Великой Отечественной войны
- Западный фронт с 22.06.1941 по 28.07.1941.
- Тяжело ранен 28.07.1941.
- Северо-Западный фронт с 15.08.1941 по 21.10.1942.
- Северо-Кавказский фронт с 21.10.1942 по 20.03.1943.
- Воронежский фронт с 20.07.1943 по 20.08.1943.
- 1-й Украинский фронт с 20.08.1943 по 11.02.1944.
- 2-й Украинский фронт с 12.02.1944 по 19.02.1945.
- 3-й Украинский фронт с 19.02.1945 по 09.05.1945.

## Ранения
- Тяжело ранен в обе руки и обе ноги 28 июня 1941 года в боях под Смоленском (Западный фронт), находился на излечении в госпитале города Железноводск в санатории имени Сталина с июля по сентябрь 1941 года.
- Легко ранен в правую руку в сентябре 1944 года в боях на 4-м Украинском фронте.

## Семья
- Первая жена (до 1946) — Надежда Трофимовна Немчинова (Снегирёва)  (30.03.1915—22.06.1995).
- Дочери — Лилия Ивановна Фёдорова (1935), Нэлия Ивановна Быковская (1937—2018).
- Вторая жена — (с 1947) Ольга Григорьевна Немчинова (Познекова) (03.07.1924—31.12.2005).
- Сыновья — Николай Иванович Немчинов (1949—1989), Виктор Иванович Немчинов (р. 1950) — украинский садовод, основатель питомника «Золотой Сад».
- Один из внуков, Олег Николаевич Немчинов (р. 1.05.1977) — украинский политический деятель, министр Кабинета министров Украины в правительстве Дениса Шмыгаля, государственный секретарь Министерства молодёжи и спорта Украины (2017-2019 г.), министр Кабинета министров Украины с марта 2020 года.

## Память
Скончался 28 октября 1979 года. Похоронен во Львове на Лычаковском кладбище.

## Награды
- Звание Героя Советского Союза с вручением ордена Ленина и медали «Золотая Звезда» (№ 1190) Ивану Николаевичу Немчинову присвоено 24 декабря 1943 года за успешное форсирование Днепра, захват и удержание Букринского плацдарма и проявленную при этом личную отвагу (артиллерийский дивизион под его командованием уничтожил до 400 солдат и офицеров, 11 пулемётов, 7 миномётов, 4 артиллерийских батареи, 6 отдельных орудий, 8 наблюдательных пунктов, 14 автомашин. Немчинов лично в ближнем бою уничтожил гранатой танк).
- Награждён орденами Красного Знамени, Отечественной войны І и ІІ степени, Красной Звезды, медалями «За боевые заслуги», «За оборону Кавказа», «За взятие Будапешта», «За победу над Германией».
- За время Великой Отечественной война получил 14 благодарностей Верховного Главнокомандующего:
  - приказ от 19.09.1943 года за освобождение города Лубны;
  - приказ от 18.02.1944 года за ликвидацию Корсунь-Шевченковской группировки;
  - приказ № 22 от 10.03.1944 года за освобождение города Умань;
  - приказ № 36 от 26.03.1944 года за форсирование реки Днестр и выход на государственную границу;
  - приказ № 47 от 08.04.1944 года за форсирование реки Прут;
  - приказ № 165 от 27.08.1944 года за овладение городами Фокшаны иРымникул-Серат;
  - приказ № 193 от 12.10.1944 года за овладение городом Орадеа-Маре;
  - приказ № 200 от 20.10.1944 года за овладение городом Дебрецен;
  - приказ № от 25.10.1944 года за освобождение Трансильвании;
  - приказ № 232 от 03.12.1944 года за освобождение города Мишкольц;
  - приказ № 249 от 24.01.1945 года за овладение городами Рожнявай и Йелшава;
  - приказ № 277 от 13.02.1945 года за овладение городом Будапешт;
  - приказ № 330 от 30.03.1945 года за овладение городами Залаэгерсег, и Кестель;
  - приказ № 322 от 31.03.1945 года за овладение городами Варшва, Керменд и Сенттготарт.